# Ni un paso atrás (álbum de Malú)
Ni un paso atrás es el quinto recopilatorio de grandes éxitos de Malú y decimoséptimo álbum en la discografía de la cantante. Se lanzó a la venta el 2 de diciembre de 2016, bajo la distribución de Sony Music. 

## Antecedentes
El álbum se inicia con la pieza instrumental «Ni un paso atrás», que es la base de la banda sonora del documental al que acompaña bajo el mismo título. El resto de las trece canciones se encuentran entre las más conocidas dentro del repertorio de la cantante, como «A esto le llamas amor", «Blanco y negro», «Diles» o «Ahora tú».

## Recepción
El recopilatorio acompañaba a un documental de mismo nombre y se vendieron juntos en formato CD+DVD. Este documental fue nominado a once candidaturas en los Premios Goya, y se convirtió en el DVD más vendido del año 2017. Se mantuvo varias semanas en el número uno de lo más vendido en España, de un total de 82 semanas en lista, y obtuvo un disco de oro.

## Lista de canciones
| Ni un paso atrás |                                               |                                                              |          |  |
| N.º              | Título                                        | Escritor(es)                                                 | Duración |  |
| 1.               | «Ni un paso atrás» (instrumental)             | José de Lucía                                                | 9:17     |  |
| 2.               | «Aprendiz»                                    | Alejandro Sanz                                               | 4:47     |  |
| 3.               | «Duele»                                       | Carlos J. Molinarios · Antonio Raúl Fernández                | 3:46     |  |
| 4.               | «Toda»                                        | Estéfano                                                     | 3:23     |  |
| 5.               | «Enamorada»                                   | David DeMaría · David Santisteban                            | 3:20     |  |
| 6.               | «Devuélveme la vida» (con Antonio Orozco)     | Antonio Orozco                                               | 4:08     |  |
| 7.               | «Diles»                                       | David Santisteban · Marco Dettoni                            | 3:37     |  |
| 8.               | «A esto le llamas amor»                       | Rafael Vergara                                               | 3:56     |  |
| 9.               | «Blanco y negro»                              | María Bernal · Aitor García · Jules Ramllano · Armando Ávila | 3:56     |  |
| 10.              | «Ahora tú»                                    | Rafael Vergara · Antonio Rayo Gibo                           | 3:48     |  |
| 11.              | «Sólo el amor nos salvará» (con Aleks Syntek) | Aleks Syntek                                                 | 3:45     |  |
| 12.              | «A prueba de ti»                              | Bruno Danzza · Francisco Oroz                                | 3:35     |  |
| 13.              | «Quiero»                                      | Diego Cantero · Tato Latorre · Malú                          | 3:42     |  |
| 14.              | «Caos»                                        | Carolina Rosas · Alejandra Alberti · Pablo Todd              | 3:21     |  |

## Créditos y personal
- Viluti estudio: diseño portada
- OYEME!: diseño gráfico

Créditos adaptados desde las notas de Ni un paso atrás (2016).

## Posicionamiento
| Listas (2016)       | Mejor posición |
| ------------------- | -------------- |
| España (PROMUSICAE) | 1              |

| Listas (2016)       | Mejor posición |
| ------------------- | -------------- |
| España (PROMUSICAE) | 2              |
| Listas (2017)       | Mejor posición |
| España (PROMUSICAE) | 1              |

## Certificaciones
| País (organismo certificador) | Certificación | Unidades certificadas |
| ----------------------------- | ------------- | --------------------- |
| España (PROMUSICAE)           | Oro           | 20 000                |